# Axberg (Gemeinde Kirchberg-Thening)
Axberg ist ein Ort und eine Ortschaft in Oberösterreich, der zur Katastralgemeinde Axberg der Gemeinde Kirchberg-Thening im Bezirk Linz-Land gehört.

## Geographie
Axberg liegt in der Nähe von Linz im oberösterreichischen Zentralraum und ist von einer ländlichen Umgebung geprägt.
Durch Axberg verläuft die Wasserscheide zwischen dem unteren Trauntal (Welser Heide) und dem Eferdinger Becken (Donautal).
Der Ort liegt an der Schnittstelle der Landesstraßen L532 und L1384.

## Wirtschaft und Infrastruktur
Im Ort ist die Destillerie Reisetbauer Qualitätsbrand angesiedelt. Eine Bushaltestelle befindet sich 900 m außerhalb des Ortes.
Axberg verfügt über eine Freiwillige Feuerwehr.